# Premio Barry per il miglior racconto breve
Il premio Barry per il miglior racconto breve (in inglese Best Short Story / Best Mystery Short Story), è una delle sei categorie in cui viene assegnato regolarmente, durante il premio letterario statunitense Barry Award dal 2004 in omaggio al lavoro dell'anno prima di un autore del genere mistero negli Stati Uniti o in Canada.

## Albo d'oro
| Anno | Vincitore         | Titolo originale                   | Titolo originale dell'antologia (dove è stato pubblicato il racconto) |
| ---- | ----------------- | ---------------------------------- | --------------------------------------------------------------------- |
| 2004 | Robert Barnard    | Rogues' Gallery                    | Ellery Queen's Mystery Magazine, marzo 2003                           |
| 2005 | Edward D. Hoch    | The War In Wonderland              | Green For Danger (ImPress Mystery)                                    |
| 2006 | Nancy Pickard     | There Is No Crime on Easter Island | Ellery Queen's Mystery Magazine, Sett/Ott 2005                        |
| 2007 | Brendan DuBois    | The Right Call                     | Ellery Queen's Mystery Magazine, Sett/Ott 2006                        |
| 2008 | Edward D. Hoch    | The Problem of the Summer Snowman  | Ellery Queen's Mystery Magazine, novembre 2007                        |
| 2009 | James O. Born     | The Drought                        | Michael Connely (Hrsg): MWA - The Blue Religion, 2008                 |
| 2010 | Brendan DuBois    | The High House Writer              | Alfred Hitchcock's Mystery Magazine, luglio/agosto 2009               |
| 2011 | Loren D. Estleman | The List                           | Ellery Queen's Mystery Magazine, maggio 2010                          |
| 2012 | Jeffrey Cohen     | The Gun Also Rises                 | Alfred Hitchcock's Mystery Magazine, gennaio/febbraio 2011            |